# L'Ascension
L'Ascension är en kommun i provinsen Québec i Kanada. Den ligger i regionen Laurentides, i den sydöstra delen av landet, 140 km nordost om huvudstaden Ottawa.